# Screen Actors Guild Award de la meilleure actrice dans une série télévisée dramatique

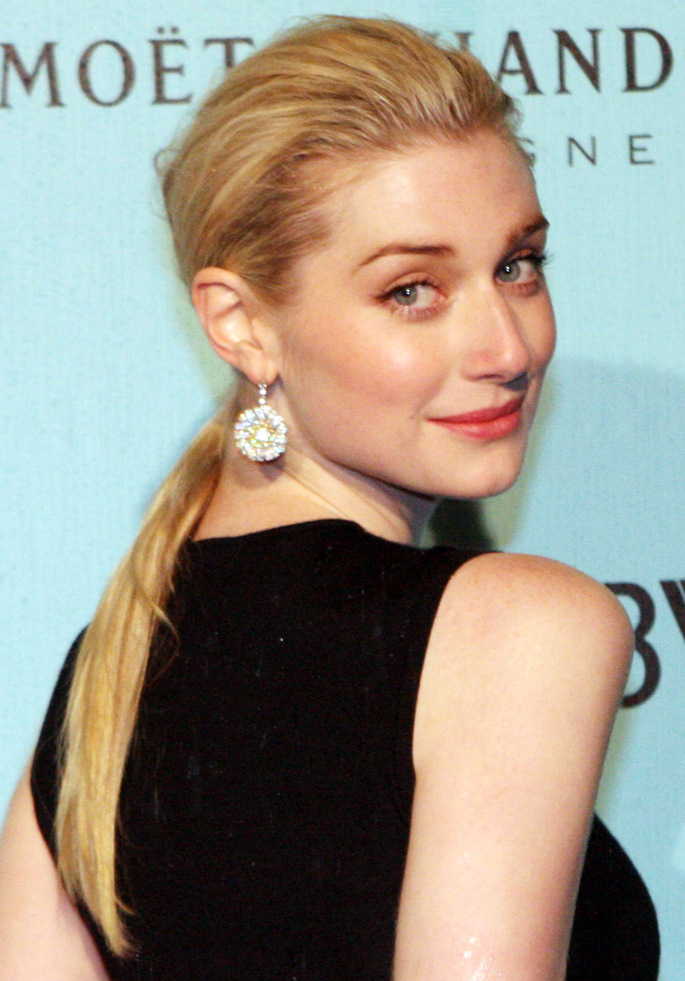
Elizabeth Debicki.

Le Screen Actors Guild Award de la meilleure actrice dans une série télévisée dramatique (Screen Actors Guild Award for Outstanding Performance by a Female Actor in a Drama Series) est le prix remis chaque année depuis 1996 par la Screen Actors Guild.

## Palmarès
La lauréate est indiquée en gras.

Le symbole « ♙ » indique une nomination et « ♕ » le gagnant au Primetime Emmy Award de la meilleure actrice dans une série dramatique la même année.

### Années 1990
- 1995 : Kathy Baker pour le rôle de Jill Brock dans Un drôle de shérif (Picket Fences) ♙
  - Swoosie Kurtz pour le rôle d'Alexandra Barker dans Les Sœurs Reed (Sisters) ♙
  - Angela Lansbury pour le rôle de Jessica Fletcher dans Arabesque (Murder, She Wrote) ♙
  - Jane Seymour pour le rôle de Michaela Quinn dans Docteur Quinn, femme médecin (Dr. Quinn, Medicine Woman) ♙
  - Cicely Tyson pour le rôle de Carrie Grace Battle dans La Loi de La Nouvelle-Orléans (Sweet Justice)

- 1996 : Gillian Anderson pour le rôle de Dana Scully dans X-Files : Aux frontières du réel (The X-Files)
  - Christine Lahti pour le rôle de  Kathryn Austin dans La Vie à tout prix (Chicago Hope)
  - Sharon Lawrence pour le rôle de Sylvia Costas dans New York Police Blues (NYPD Blue)
  - Julianna Margulies pour le rôle de Carol Hathaway dans Urgences (ER)
  - Sela Ward pour le rôle de Theodora Sorenson dans Les Sœurs Reed (Sisters)

- 1997 : Gillian Anderson pour le rôle de Dana Scully dans X-Files : Aux frontières du réel (The X-Files) ♙
  - Kim Delaney pour le rôle de Diane Russell dans New York Police Blues (NYPD Blue)
  - Christine Lahti pour le rôle de Kathryn Austin dans La Vie à tout prix (Chicago Hope) ♙
  - Della Reese pour le rôle de Tess dans Les Anges du bonheur (Touched by an Angel)
  - Jane Seymour pour le rôle de Michaela Quinn dans Docteur Quinn, femme médecin (Dr. Quinn, Medicine Woman)

- 1998 : Julianna Margulies pour le rôle de Carol Hathaway dans Urgences (ER) ♙
  - Gillian Anderson pour le rôle de Dana Scully dans X-Files : Aux frontières du réel (The X-Files) ♕
  - Kim Delaney pour le rôle de Diane Russell dans New York Police Blues (NYPD Blue)
  - Christine Lahti pour le rôle de Kathryn Austin dans La Vie à tout prix (Chicago Hope) ♙
  - Della Reese pour le rôle de Tess dans Les Anges du bonheur (Touched by an Angel)

- 1999 : Julianna Margulies pour le rôle de Carol Hathaway dans Urgences (ER) ♙
  - Gillian Anderson pour le rôle de Dana Scully dans X-Files : Aux frontières du réel (The X-Files) ♙
  - Kim Delaney pour le rôle de Diane Russell dans New York Police Blues (NYPD Blue)
  - Christine Lahti pour le rôle de Kathryn Austin dans La Vie à tout prix (Chicago Hope) ♕
  - Annie Potts pour le rôle de Mary Elizabeth Sims dans Any Day Now

### Années 2000
- 2000 : Edie Falco pour le rôle de Carmela Soprano dans Les Soprano (The Sopranos) ♕
  - Gillian Anderson pour le rôle de Dana Scully dans X-Files : Aux frontières du réel (The X-Files) ♙
  - Lorraine Bracco pour le rôle de Jennifer Melfi dans Les Soprano (The Sopranos) ♙
  - Nancy Marchand pour le rôle de Livia Soprano dans Les Soprano (The Sopranos)
  - Annie Potts pour le rôle de Mary Elizabeth Sims dans Any Day Now

- 2001 : Allison Janney pour le rôle de C. J. Cregg dans À la Maison-Blanche (The West Wing)
  - Gillian Anderson pour le rôle de Dana Scully dans X-Files : Aux frontières du réel (The X-Files)
  - Edie Falco pour le rôle de Carmela Soprano dans Les Soprano (The Sopranos) ♙
  - Sally Field pour le rôle de Maggie Wyczenski dans Urgences (ER)
  - Lauren Graham pour le rôle de Lorelai Gilmore dans Gilmore Girls
  - Sela Ward pour le rôle de Lily Manning dans Deuxième Chance (Once and Again) ♕

- 2002 : Allison Janney pour le rôle de C. J. Cregg dans À la Maison-Blanche (The West Wing)
  - Lorraine Bracco pour le rôle de Jennifer Melfi dans Les Soprano (The Sopranos) ♙
  - Stockard Channing pour le rôle d'Abbey Bartlet dans À la Maison-Blanche (The West Wing)
  - Tyne Daly pour le rôle de Maxine Gray dans Amy (Judging Amy)
  - Edie Falco pour le rôle de Carmela Soprano dans Les Soprano (The Sopranos) ♕
  - Lauren Graham pour le rôle de Lorelai Gilmore dans Gilmore Girls

- 2003 : Edie Falco pour le rôle de Carmela Soprano dans Les Soprano (The Sopranos)
  - Amy Brenneman pour le rôle d'Amy Gray dans Amy (Judging Amy) ♙
  - Lorraine Bracco pour le rôle de Jennifer Melfi dans Les Soprano (The Sopranos)
  - Lily Tomlin pour le rôle de Deborah Fiderer dans À la Maison-Blanche (The West Wing)
  - Allison Janney pour le rôle de C. J. Cregg dans À la Maison-Blanche (The West Wing) ♕

- 2004 : Frances Conroy pour le rôle de Ruth Fisher dans Six Feet Under (Six Feet Under) ♙
  - Stockard Channing pour le rôle d'Abbey Bartlet dans À la Maison-Blanche (The West Wing)
  - Tyne Daly pour le rôle de Maxine Gray dans Amy (Judging Amy)
  - Jennifer Garner pour le rôle de Sydney Bristow dans Alias ♙
  - Mariska Hargitay pour le rôle de Olivia Benson dans New York, unité spéciale (Law & Order: Special Victims Unit)
  - Allison Janney pour le rôle de C. J. Cregg dans À la Maison-Blanche (The West Wing) ♙

- 2005 : Jennifer Garner pour le rôle de Sydney Bristow dans Alias ♙
  - Drea de Matteo pour le rôle d'Adriana La Cerva dans Les Soprano (The Sopranos)
  - Edie Falco pour le rôle de Carmela Soprano dans Les Soprano (The Sopranos) ♙
  - Allison Janney pour le rôle de C. J. Cregg dans À la Maison-Blanche (The West Wing) ♕
  - Christine Lahti pour le rôle de Grace McCallister dans Jack et Bobby (Jack & Bobby)

- 2006 : Sandra Oh pour le rôle de Cristina Yang dans Grey's Anatomy
  - Patricia Arquette pour le rôle de Allison Dubois dans Médium (Medium) ♕
  - Geena Davis pour le rôle de Mackenzie Allen dans Commander in Chief
  - Mariska Hargitay pour le rôle d'Olivia Benson dans New York, unité spéciale (Law & Order: Special Victims Unit) ♙
  - Kyra Sedgwick pour le rôle de Brenda Leigh Johnson dans The Closer : L.A. enquêtes prioritaires (The Closer)

- 2007 : Chandra Wilson pour le rôle de Miranda Bailey dans Grey's Anatomy
  - Patricia Arquette pour le rôle de Allison Dubois dans Médium (Medium)
  - Edie Falco pour le rôle de Carmela Soprano dans Les Soprano (The Sopranos)
  - Mariska Hargitay pour le rôle de Olivia Benson dans New York, unité spéciale (Law & Order: Special Victims Unit) ♕
  - Kyra Sedgwick pour le rôle de Brenda Leigh Johnson dans The Closer : L.A. enquêtes prioritaires (The Closer) ♙

- 2008 : Edie Falco pour le rôle de Carmela Soprano dans Les Soprano (The Sopranos)
  - Glenn Close pour le rôle de Patty Hewes dans Damages ♕
  - Sally Field pour le rôle de Nora Walker dans Brothers and Sisters ♙
  - Holly Hunter pour le rôle de Grace Hanadarko dans Saving Grace ♙
  - Kyra Sedgwick pour le rôle de Brenda Leigh Johnson dans The Closer : L.A. enquêtes prioritaires (The Closer) ♙

- 2009 : Sally Field pour le rôle de Nora Walker dans Brothers and Sisters ♙
  - Mariska Hargitay pour le rôle de Olivia Benson dans New York, unité spéciale (Law & Order: Special Victims Unit) ♙
  - Elisabeth Moss pour le rôle de Peggy Olson dans Mad Men
  - Holly Hunter pour le rôle de Grace Hanadarko dans Saving Grace ♙
  - Kyra Sedgwick pour le rôle de Brenda Leigh Johnson dans The Closer : L.A. enquêtes prioritaires (The Closer) ♙

### Années 2010
- 2010 : Julianna Margulies pour le rôle de Alicia Florrick dans The Good Wife
  - Patricia Arquette pour le rôle de Allison Dubois dans Médium (Medium)
  - Glenn Close pour le rôle de Patty Hewes dans Damages ♕
  - Mariska Hargitay pour le rôle de Olivia Benson dans New York, unité spéciale (Law & Order: Special Victims Unit) ♙
  - Holly Hunter pour le rôle de Grace Hanadarko dans Saving Grace ♙
  - Kyra Sedgwick pour le rôle de Brenda Leigh Johnson dans The Closer : L.A. enquêtes prioritaires (The Closer) ♙

- 2011 : Julianna Margulies pour le rôle de Alicia Florrick dans The Good Wife ♙
  - Glenn Close pour le rôle de Patty Hewes dans Damages ♙
  - Mariska Hargitay pour le rôle de Olivia Benson dans New York, unité spéciale (Law & Order: Special Victims Unit) ♙
  - Elisabeth Moss pour le rôle de Peggy Olson dans Mad Men
  - Kyra Sedgwick pour le rôle de Brenda Leigh Johnson dans The Closer : L.A. enquêtes prioritaires (The Closer) ♕

- 2012 : Jessica Lange pour le rôle de Constance Langdon dans American Horror Story: Murder House
  - Kathy Bates pour le rôle de Harriet "Harry" Korn dans La Loi selon Harry (Harry's Law) ♙
  - Glenn Close pour le rôle de Patty Hewes dans Damages ♙
  - Julianna Margulies pour le rôle de Alicia Florrick dans The Good Wife ♕
  - Kyra Sedgwick pour le rôle de Brenda Leigh Johnson dans The Closer : L.A. enquêtes prioritaires (The Closer)

- 2013 : Claire Danes pour le rôle de Carrie Mathison dans Homeland ♕
  - Michelle Dockery pour le rôle de Lady Mary Crawley dans Downton Abbey ♙
  - Jessica Lange pour le rôle de Constance Langdon dans American Horror Story: Asylum
  - Julianna Margulies pour le rôle de Alicia Florrick dans The Good Wife ♙
  - Maggie Smith pour le rôle de Violet, comtesse douairière de Grantham dans Downton Abbey

- 2014 : Maggie Smith pour le rôle de Violet, comtesse douairière de Grantham dans Downton Abbey
  - Claire Danes pour le rôle de Carrie Mathison dans Homeland ♕
  - Anna Gunn pour le rôle de Skyler White dans Breaking Bad
  - Jessica Lange pour le rôle de Fiona Goode dans American Horror Story: Coven
  - Kerry Washington pour le rôle de Olivia Pope dans Scandal ♙

- 2015 : Viola Davis pour le rôle d'Annalise Keating dans Murder (How to Get Away with Murder)
  - Claire Danes pour le rôle de Carrie Mathison dans Homeland ♙
  - Julianna Margulies pour le rôle de Alicia Florrick dans The Good Wife ♕
  - Tatiana Maslany pour les rôles de Sarah et ses doubles dans Orphan Black
  - Maggie Smith pour le rôle de Violet, comtesse douairière de Grantham dans Downton Abbey
  - Robin Wright pour le rôle de Claire Underwood dans House of Cards ♙
- 2016 : Viola Davis pour le rôle d'Annalise Keating dans Murder (How to Get Away with Murder) ♕
  - Claire Danes pour le rôle de Carrie Mathison dans Homeland ♙
  - Julianna Margulies pour le rôle d'Alicia Florrick dans The Good Wife
  - Maggie Smith pour le rôle de Violet, Dowager Countess of Grantham dans Downton Abbey
  - Robin Wright pour le rôle de Claire Underwood dans House of Cards ♙
- 2017 : Claire Foy pour le rôle d'Élisabeth II dans The Crown
  - Millie Bobby Brown pour le rôle de Jane Ives / Onze dans Stranger Things
  - Thandie Newton pour le rôle de Maeve Millay dans Westworld
  - Winona Ryder pour le rôle de Joyce Byers dans Stranger Things
  - Robin Wright pour le rôle de Claire Underwood dans House of Cards ♙
- 2018 : Claire Foy pour le rôle d'Élisabeth II dans The Crown ♙
  - Millie Bobby Brown pour le rôle de Janes Ives / Onze dans Stranger Things
  - Laura Linney pour le rôle de Wendy Byrde dans Ozark
  - Elisabeth Moss pour le rôle de June Osborne / Defred (Offred) dans The Handmaid's Tale : La Servante écarlate (The Handmaid's Tale) ♕
  - Robin Wright pour le rôle de Claire Underwood dans House of Cards ♙
- 2019 : Sandra Oh pour le rôle d'Eve Polastri dans Killing Eve ♙
  - Julia Garner pour le rôle de Ruth Langmore dans Ozark
  - Laura Linney pour le rôle de Wendy Byrde dans Ozark
  - Elisabeth Moss pour le rôle de June Osborne / Defred (Offred) dans The Handmaid's Tale : La Servante écarlate (The Handmaid's Tale) ♙
  - Robin Wright pour le rôle de Claire Underwood dans House of Cards

### Années 2020
- 2020 : Jennifer Aniston pour le rôle d'Alex Levy dans The Morning Show
  - Helena Bonham Carter pour le rôle de Margaret du Royaume-Uni dans The Crown
  - Olivia Colman pour le rôle d'Élisabeth II dans The Crown
  - Jodie Comer pour le rôle de Villanelle / Oksana Astankova dans Killing Eve
  - Elisabeth Moss pour le rôle de Dejoseph / June Osborne dans The Handmaid's Tale : La Servante écarlate (The Handmaid's Tale)

- 2021 : Gillian Anderson pour le rôle de Margaret Thatcher dans The Crown
  - Olivia Colman pour le rôle de la Reine Elizabeth II dans The Crown
  - Emma Corrin pour le rôle de Diana Spencer dans The Crown
  - Julia Garner pour le rôle de Ruth Langmore dans Ozark
  - Laura Linney pour le rôle de Wendy Byrde dans Ozark

- 2022 : Jung Ho-yeon pour le rôle de Kang Sae-byeok dans Squid Game 
  - Jennifer Aniston pour le rôle d'Alex Levy dans The Morning Show
  - Elisabeth Moss pour le rôle de June Osborne / Offred dans The Handmaid's Tale : La Servante écarlate (The Handmaid's Tale)
  - Sarah Snook pour le rôle de Siobhan "Shiv" Roy  dans Succession
  - Reese Witherspoon pour le rôle de Bradley Jackson dans The Morning Show

- 2023 : Jennifer Coolidge pour le rôle de Tanya McQuoid-Hunt dans The White Lotus
  - Elizabeth Debicki pour le rôle de Diana Spencer dans The Crown
  - Julia Garner pour le rôle de Ruth Langmore dans Ozark
  - Laura Linney pour le rôle de Wendy Byrde dans Ozark
  - Zendaya pour le rôle de Rue Bennett dans Euphoria

- 2024 : Elizabeth Debicki pour le rôle de Diana Spencer dans The Crown
  - Jennifer Aniston pour le rôle de Alex Levy dans The Morning Show
  - Bella Ramsey pour le rôle de Ellie Williams dans The Last of Us
  - Keri Russell pour le rôle de Kate Wyler dans La Diplomate (The Diplomat)
  - Sarah Snook pour le rôle de Siobhan « Shiv » Roy dans Succession

- 2025 : Anna Sawai pour le rôle de Dame Mariko dans Shōgun
  - Kathy Bates pour le rôle de Madeline "Matty" Matlock dans Matlock (en)
  - Nicola Coughlan pour le rôle de Penelope Featherington dans La Chronique des Bridgerton (Bridgerton)
  - Allison Janney pour le rôle de Grace Penn dans La Diplomate (The Diplomat)
  - Keri Russell pour le rôle de Kate Wyler dans La Diplomate

## Statistiques

### Nominations multiples
Actrices
9 : Julianna Margulies
7 : Edie Falco, Kyra Sedgwick
6 : Gillian Anderson, Mariska Hargitay
5 : Allison Janney, Christine Lahti, Robin Wright
4 : Glenn Close, Claire Danes, Elisabeth Moss, Maggie Smith
3 : Patricia Arquette, Lorraine Bracco, Kim Delaney, Sally Field, Holly Hunter, Jessica Lange
2 : Millie Bobby Brown, Stockard Channing, Tyne Daly, Viola Davis, Claire Foy, Jennifer Garner, Lauren Graham, Laura Linney, Sandra Oh, Annie Potts, Della Reese, Jane Seymour, Sela Ward
Séries
12 : Les Soprano
7 : À la Maison-Blanche, The Closer : L.A. enquêtes prioritaires, The Crown
6 : The Good Wife, New York, unité spéciale, X-Files : Aux frontières du réel
5 : Downton Abbey, House of Cards
4 : Damages, Homeland, New York Police Blues, Urgences, La Vie à tout prix
3 : American Horror Story, Amy, Médium, Ozark, Saving Grace, Stranger Things, The Morning Show
2 : Alias, Les Anges du bonheur, Any Day Now, Brothers and Sisters, Docteur Quinn, femme médecin, Gilmore Girls, Grey's Anatomy, The Handmaid's Tale : La Servante écarlate, Mad Men, Murder, Les Sœurs Reed

### Récompenses multiples
Actrices
4 : Julianna Margulies
3 : Edie Falco
2 : Gillian Anderson, Viola Davis, Claire Foy, Allison Janney, Sandra Oh
Séries
3 : Les Soprano
2 : À la Maison-Blanche, The Crown, Grey's Anatomy, Murder, The Good Wife, Urgences, X-Files : Aux frontières du réel

## Faits marquants
- La série Les Soprano a été nommée 11 fois pour le Screen Actors Guild Award de la meilleure actrice dans une série dramatique et 8 fois pour celui du meilleur acteur dans une série dramatique, soit 19 fois en tout. Elle a également remporté 3 prix dans chaque catégorie, soit 6 en tout.
- Edie Falco a été nommée 7 fois pour le Screen Actors Guild Award de la meilleure actrice dans une série dramatique (pour son rôle dans Les Soprano) et 1 fois pour celui de la meilleure actrice dans une série comique.
- Julianna Margulies a été nommée dans cette catégorie pour deux séries différentes (Urgences et The Good Wife), et elle a remporté 4 prix sur ses 5 nominations (2 pour The Good Wife et 2 pour Urgences).